# 영동 김자수 고가
영동 김자수 고가(永同 金自粹 古家)는 충청북도 영동군 심천면 각계리에 있는 조선시대의 건축물이다. 1977년 12월 7일 충청북도의 기념물 제41호로 지정되었다.

## 개요
선지당은 경주 김씨를 중흥시킨 시조이며, 고려 후기에 충청도 관찰사를 지낸 김자수 선생과 손자 김영년이 살던 곳이다.
김자수 선생은 고려 공민왕 23년(1374) 문과에 급제한 후 여러 관직에 올랐으나 벼슬을 그만두고 고향인 안동에서 숨어지냈다. 그 후 조선이 개국된 후 태종이 형조판서에 오르게 하였으나 사양하였고, 자손에게 결코 무덤을 만들지 말라는 유언을 남기고 자결하였다. 선생의 손자 김영년은 문종(재위 1450∼1452) 때 강릉판관을 지내다가 관직에서 물러난 후 선지당에서 많은 인재를 배출하며 후학 양성에 몸바쳤다.
선지당의 구조는 앞면 5칸·옆면 2칸의 옆면이 여덟 팔(八)자 모양을 한 팔작지붕이다. 현재 순조(재위 1800∼1834) 때 김노경이 친필로 쓴 선지당 현판과 김정희가 장의자손(長宜子孫)이라고 쓴 것이 보존되어 있다.
유적지 안에 있는 김공 정효비각은 인조(재위 1623∼1649) 때 효성이 지극했던 김은·김추 형제를 기리기 위해 경종 원년(1720)에 세운 것으로 구조는 앞면 2칸·옆면 1칸의 옆면에 사람 인(人)자 모양을 한 맞배지붕이다.

## 참고 자료
- 영동 김자수 고가 - 국가유산청 국가유산포털